# Planena
Planena ist ein Stadtviertel des Stadtteils Ammendorf im Stadtbezirk Süd von Halle (Saale) in Sachsen-Anhalt. Es bildet die südliche Grenze der Stadt zum Saalekreis. Das Stadtviertel wird größtenteils durch die Saale-Elster-Aue eingenommen. Grob begrenzt wird Planena im Norden und Osten durch die Weiße Elster sowie im Süden und Westen durch die Saale.
Die eigentliche Ortschaft Planena ist ein ursprünglich erhaltenes kleines ländliches Dorf im Südwesten des Stadtviertels, dessen Ortskern unter Denkmalschutz steht. Es handelt sich um ein sogenanntes Sackgassen- oder Hufeisendorf, dessen Grundriss auf slawischen Ursprung deutet und der typisch für die Germania Slavica ist. Die Hofanlagen mit schlichten zweigeschossigen Wohnhäusern, zum Teil mit Krüppelwalmdächern, stammen größtenteils aus dem 18. und 19. Jahrhundert.

## Geschichte
Planena gehörte zeitweise zum Besitz der Theologischen Fakultät in Halle im Saalkreis des Erzstifts Magdeburg. 1680 kam der Ort mit dem Saalkreis zum Herzogtum Magdeburg unter brandenburg-preußischer Herrschaft. Mit dem Frieden von Tilsit wurde Planena im Jahr 1807 dem Königreich Westphalen angegliedert und dem Distrikt Halle im Departement der Saale zugeordnet. Der Ort kam zum Kanton Glaucha. Nach der Niederlage Napoleons und dem Ende des Königreichs Westphalen befreiten die verbündeten Gegner Napoleons Anfang Oktober 1813 den Saalkreis. Bei der politischen Neuordnung nach dem Wiener Kongress 1815 wurde der Ort im Jahr 1816 dem Regierungsbezirk Merseburg der preußischen Provinz Sachsen angeschlossen und dem Saalkreis zugeordnet.
Am 1. Mai 1920 wurde Planena nach Ammendorf eingemeindet, mit dem es am 1. Juli 1950 nach Halle (Saale) kam.

## Infrastruktur und Verkehr
Im Gebiet von Planena befinden sich ausgedehnte Anlagen des Wasserwerks Halle-Beesen. Nordwestlich der Siedlung befinden sich die Schleuse Planena und am rechten Saaleufer auf der Schleuseninsel die im Jahre 2006 in Betrieb genommene Wasserkraftanlage Halle-Planena mit 1,2 MW.
Planena wird in Nord-Süd-Richtung von der Bundesstraße 91 (Halle–Merseburg–Zeitz) und der parallel verlaufenden Straßenbahnstrecke Halle-Ammendorf–Bad Dürrenberg sowie weiter östlich von der Bahnstrecke Halle–Bebra durchzogen. In Ost-West-Richtung verläuft die Neubaustrecke Erfurt–Leipzig/Halle mit der Saale-Elster-Talbrücke, der längsten Eisenbahnbrücke Europas. Der auf der Brücke befindliche Abzweig Planena bindet den Streckenast nach Halle ein.

## Galerie

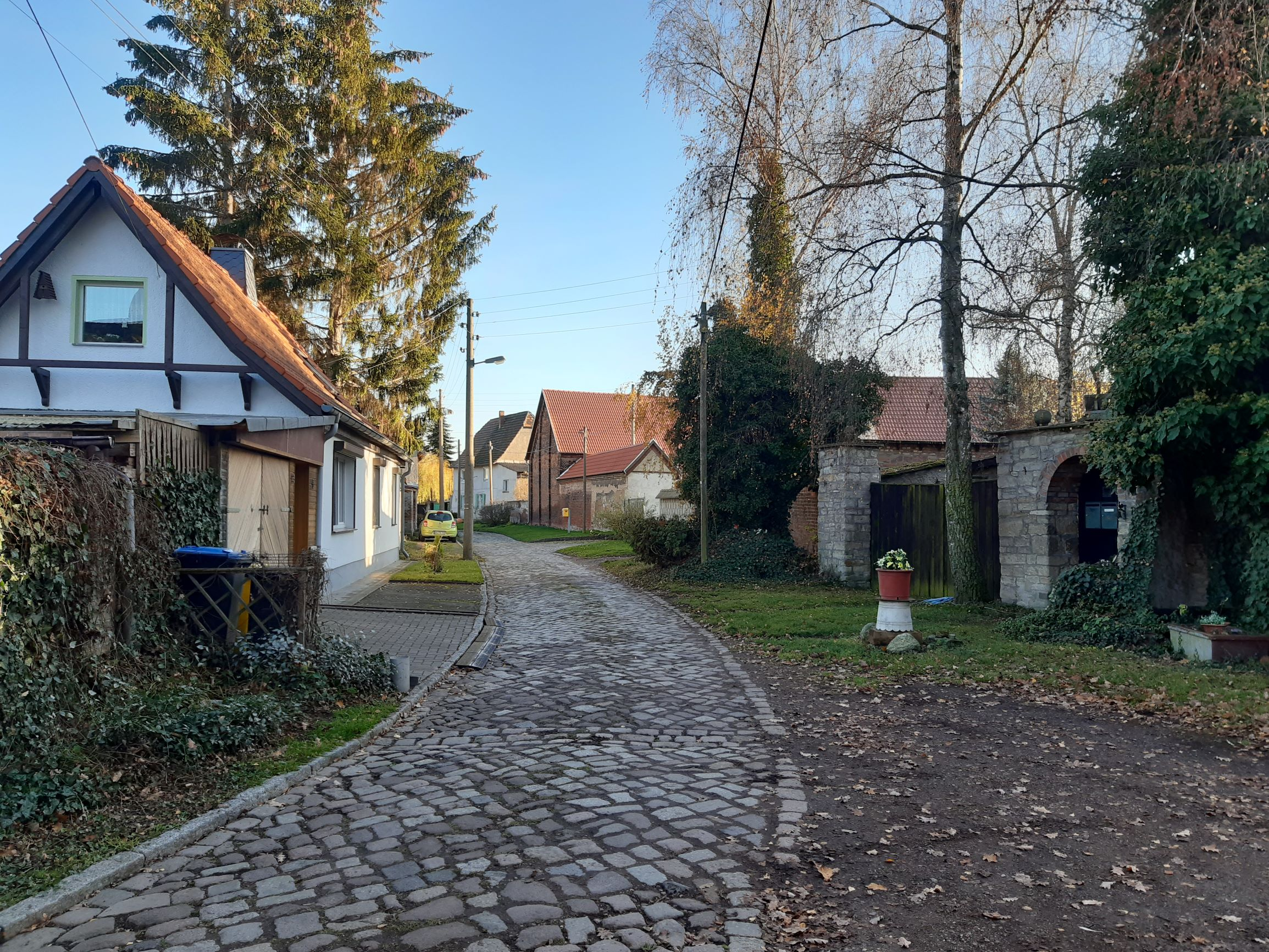
Denkmalgeschützter Ortskern von Planena
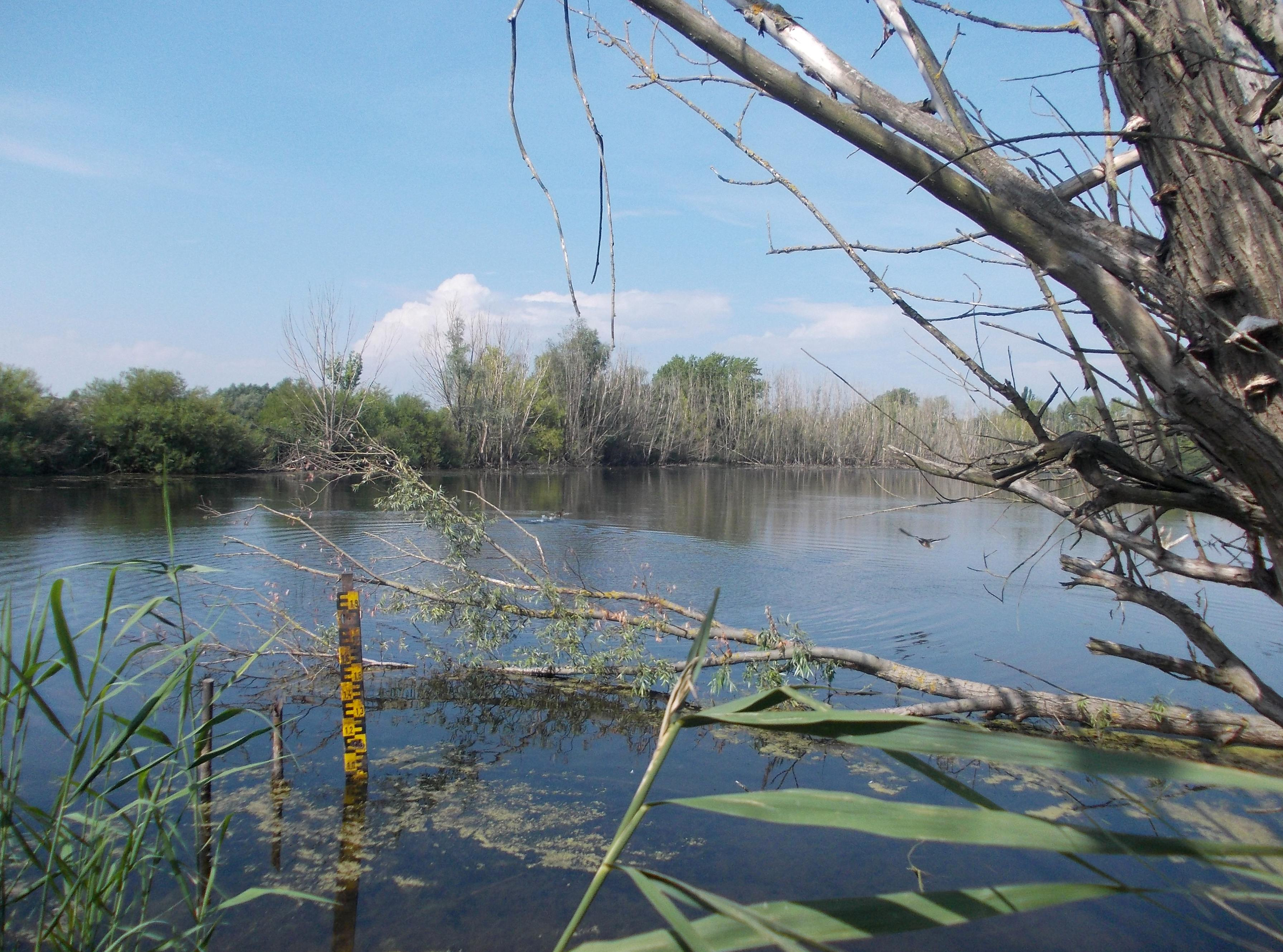
Teich an der Dorfstraße
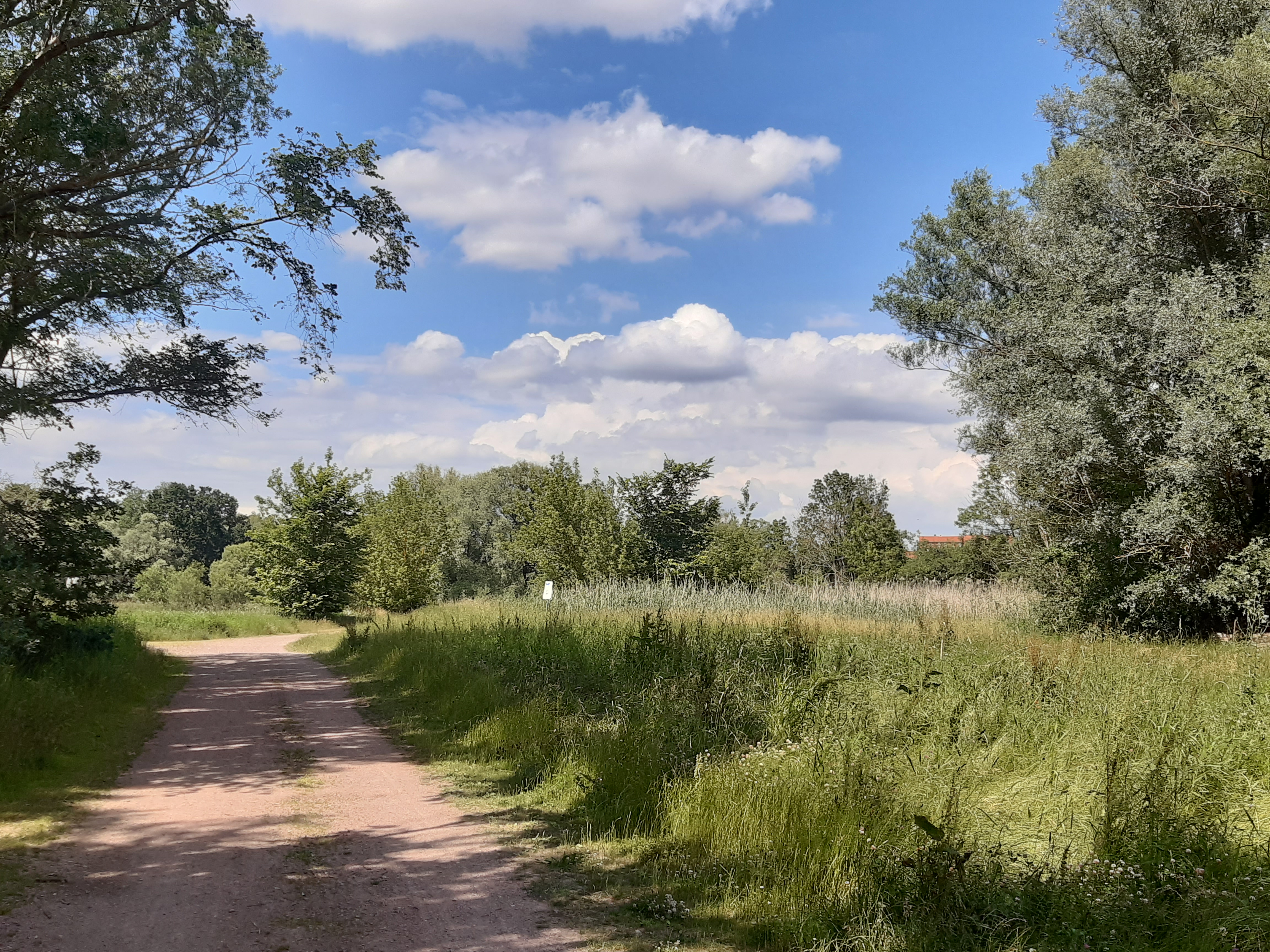
Im Naturschutzgebiet Abtei und Saaleaue bei Planena
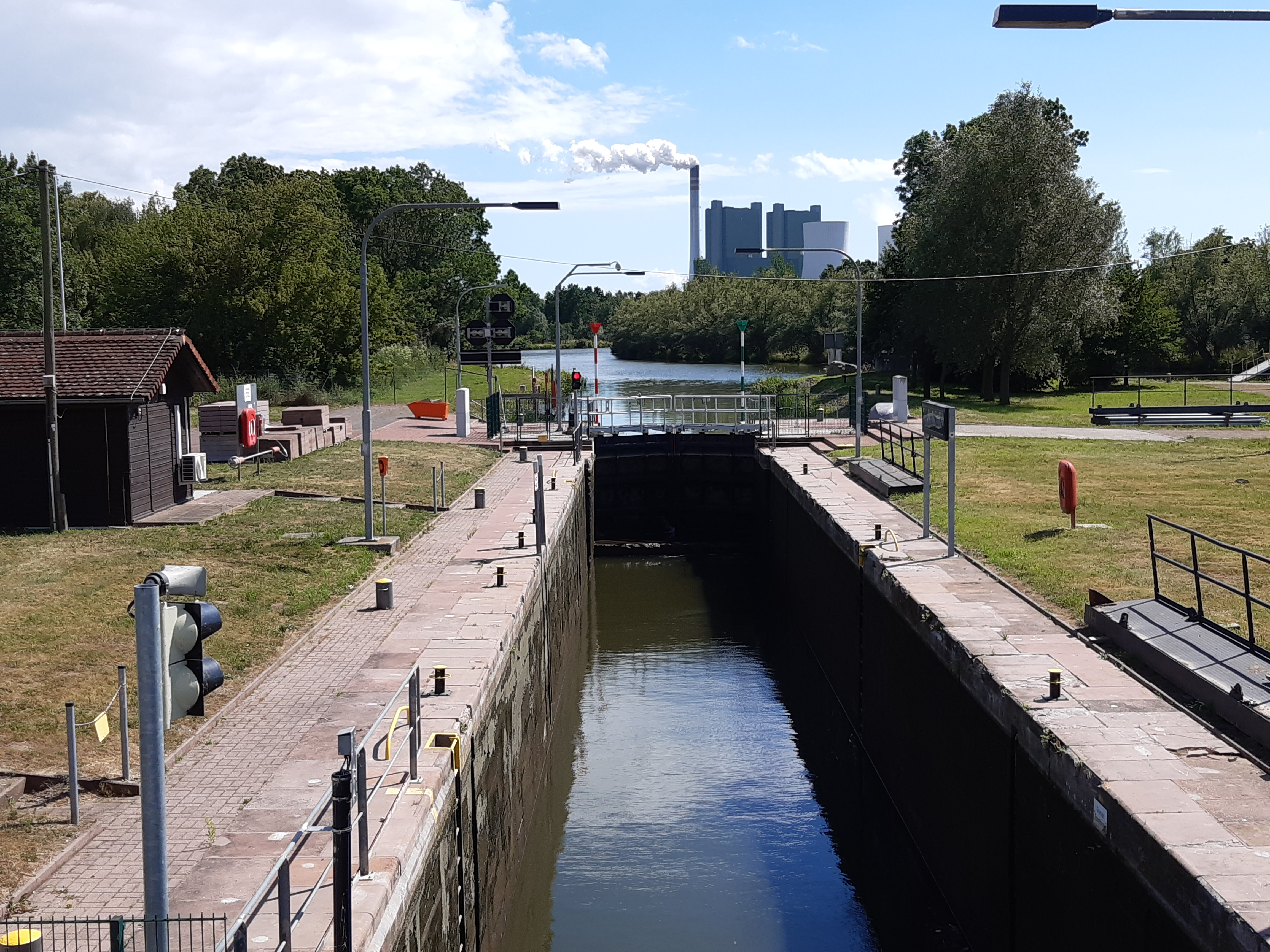
Saaleschleuse, im Hintergrund das Kraftwerk Schkopau
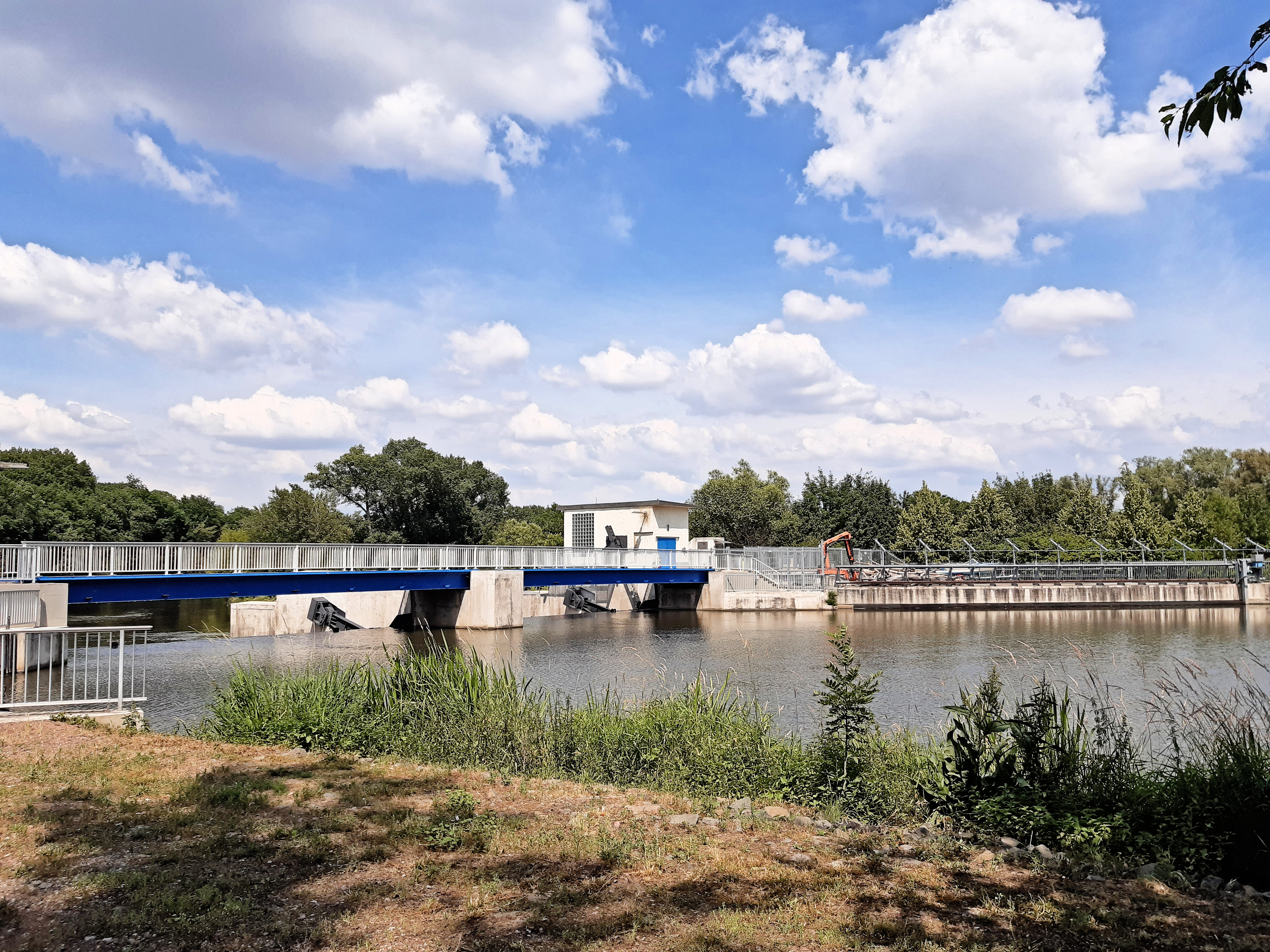
Wasserkraftanlage Planena
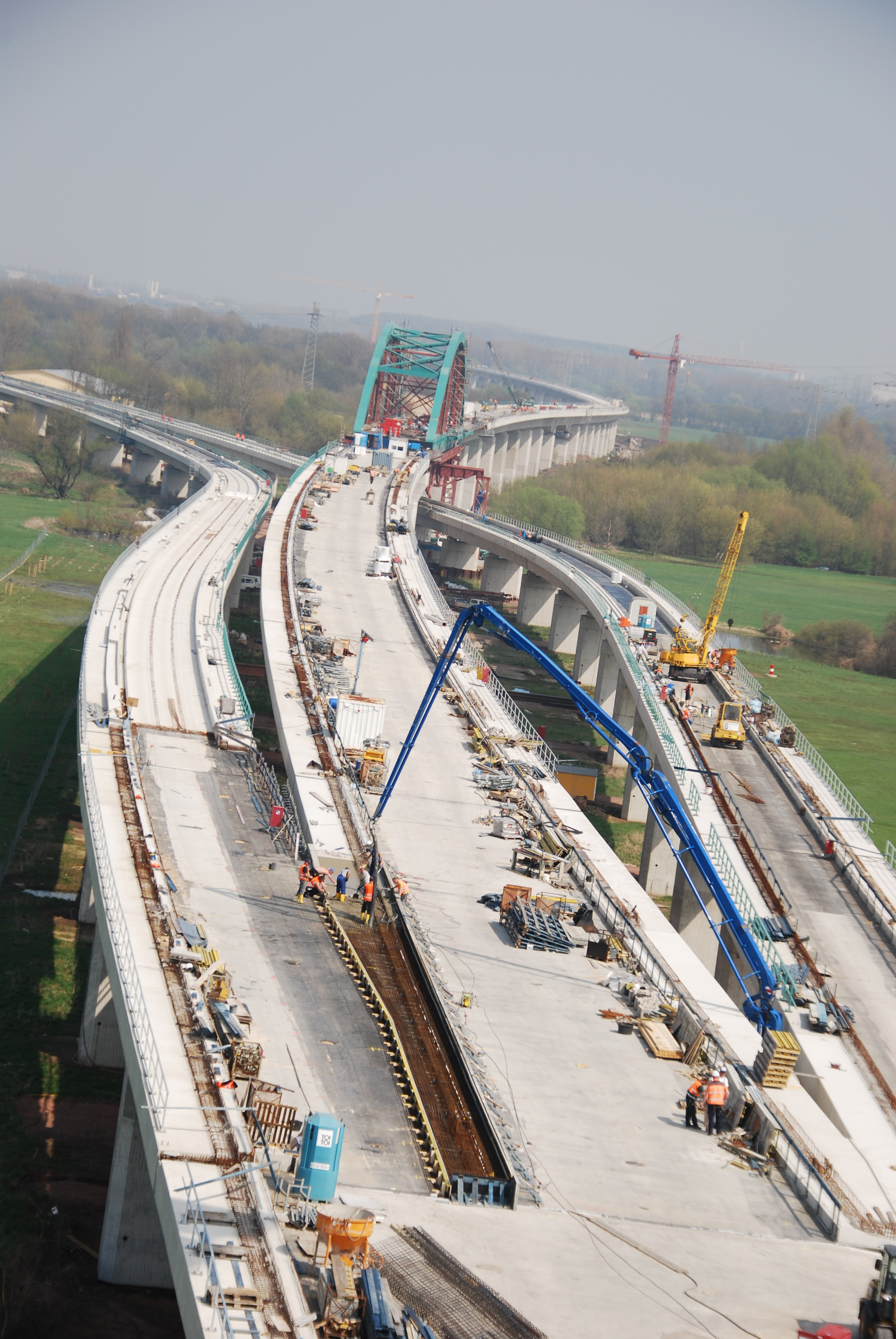
Abzweig Planena der Saale-Elster-Talbrücke